# Гюруп
Гюруп (нім. Hürup) — громада в Німеччині, розташована в землі Шлезвіг-Гольштейн. Входить до складу району Шлезвіг-Фленсбург. Центр об'єднання громад Гюруп.
Площа — 16,19 км2. Населення становить 1251 ос. (станом на 31 грудня 2020).